# Капраль Мирон Миколайович
Мирон Миколайович Капраль (нар. 29 березня 1968, с. Млиниська, нині Стрийського району, Львівської області) — український науковець, педагог, доктор історичних наук, керівник Львівського відділення Інституту української археографії та джерелознавства імені М. С. Грушевського НАН України, професор Львівського національного університету імені Івана Франка.

## Життєпис
Закінчив Львівський державний університет імені Івана Франка у 1994 році. Навчався спочатку на стаціонарному відділенні, а з 1 вересня 1992 року — на заочному відділенні.
З 1 вересня 1992 року працював у Львівському відділенні Інституту української археографії та джерелознавства НАН України на посаді археографа. У 1996 році захистив дисертацію на здобуття наукового ступеня кандидата історичних наук на тему «Фінансові книги Львова другої чверті XVI ст. як джерело дослідження історичної демографії та соціотопографії» (керівник — Ярослав Дашкевич). З 1998 року за сумісництвом працював у Львівському державному університеті імені Івана Франка на посаді асистента, а з 2000 року — доцента кафедри давньої історії України та спеціальних історичних дисциплін. У 2000—2003 роках навчався у докторантурі Львівського університету імені Івана Франка, після закінчення якої успішно захистив дисертацію на тему «Національні громади Львова XVI—XVIII ст. (соціально-правові взаємини)». Захист докторської дисертації за опублікованою монографією відбувся у лютому 2004 року в Інституті українознавства імені Івана Крип'якевича НАН України.
З 2006 року працює за сумісництвом на посаді професора кафедри давньої історії України та архівістики Львівського національного університету імені Івана Франка. У 2008 році отримав диплом старшого наукового співробітника. З січня 2010 року — на посаді провідного наукового співробітника Львівського відділення Інституту української археографії та джерелознавства імені М. С. Грушевського НАН України. З 1 березня 2010 року призначений виконувачем обов'язків, а 18 липня 2012 року затверджений керівником Львівського відділення Інституту української археографії та джерелознавства імені М. С. Грушевського НАН України. У 2013 році йому присвоєно вчене звання професора із спеціальності — історіографія, джерелознавство та спеціальні історичні дисципліни. З 2019 року дійсний член Наукового товариства імені Шевченка в Україні.
Самостійно та у співучасті з іншими науковцями реалізував численні видавничі проєкти. Зокрема, Мирон Капраль є упорядником трьохтомної серії привілеїв міста Львова середньовічного та ранньомодерного періодів (1998—2007), упорядником восьми томів академічного видання творів Михайла Грушевського у 50 томах (2004—2022), запрошеним редактором двох томів англомовного перекладу Історії України-Руси Михайла Грушевського Канадського інституту українських студій Університету Альберти (2012—2019), науковим редактором п'яти томів картографічної серії Атлас українських історичних міст (2014—2022). Автор монографічних видань «Національні громади Львова XVI—XVIII ст. (соціально-правові взаємини)» (2003), «Богоявленське братство Львова у XVIII ст.: дослідження та матеріали» (2016), джерельних видань «Раєцька книга міста Львова (1460–1506)» (2020; у співавторстві з Богданою Петришак), «Історія Львівського архиєпископства (1614—1700) Яна Томаша Юзефовича» (2023; у співавторстві з Іриною Клименко).
Вчений відбув наукові стажування в Канадському інституті українських студій Університету Альберти (Едмонтон, Канада), стипендія Меморіального фонду Івана Коляски (2003), в Університеті імені Марії Складовської-Кюрі (Люблін, Польща) (2009), в Інституті Гердера (Марбург, Німеччина) (2009), в Українському науковому інституті Гарвардського університету (Кембридж, США), стипендія імені Євгена і Деймел Шклярів (2011).
У 2015 році отримав премію Президії НАН України імені М. Грушевського за видатні наукові роботи в галузі історичної україністики та соціології за 2012-2014 роки. У тому ж році здобув премію Канадського інституту українських студій Університету Альберти за найкращу роботу в ділянці україністики за 2012-2014 роки.
Редактор збірника статей «Україна в минулому» (Львів, 1993—1996), член редакційної колегії періодичних видань: «Український археографічний щорічник. Нова серія» (Київ, 2008—2020), «Історія релігій в Україні» (Львів, 2006—2025), «Твори М. С. Грушевського у 50-и томах» (2012—2022), «Наукові записки: Зб. праць молодих вчених та аспірантів / Інститут української археографії та джерелознавства ім. М. С. Грушевського НАН України» (Київ, 2010—2014), «Генеалогічні записки: Зб. наук. праць. — Львів, 2011—2012», «Сфрагістичний щорічник» (Київ, 2011—2016) та інших. 

## Наукові праці
Автор понад 300 наукових праць (монографії, статті, рецензії, наукові редакції, упорядкування, підручники) з джерелознавства, історичної географії, урбаністики, історії України, історії Львова та інше. За біобібліографічним покажчиком найбільш важливими є :
- Привілеї міста Львова XIV–XVIII ст / Упоряд. М. Капраль; наук. ред. Я. Дашкевич, Р. Шуст. — Львів : Б. в, 1998. — Т. 1. — 640 с. — (Monumenta Leopolitana. Львівські історичні пам’ятки)
- Грушевський М. Історія України-Руси: В 11 т., 12 кн / Уклад. М. Капраль, Я. Федорук; Відп. ред. Я. Дашкевич. — Київ : Наукова думка, 2000. — Т. 11: Покажчик імен. — 520 с.
- Привілеї національних громад міста Львова (XIV–XVIII ст.): Збірник документів / Упоряд. М. Капраль; наук. ред. Я. Дашкевич, Р. Шуст. — Львів : Б. в, 2000. — Т. 2. — 576 с. — (Monumenta Leopolitana. Львівські історичні пам’ятки)
- Національні громади Львова XVI–XVIII ст. (соціально-правові взаємини). — Львів : ЛА «Піраміда», 2003. — 440 с.
- Економічні привілеї міста Львова XV–XVIII ст.: привілеї та статути ремісничих цехів і купецьких корпорацій Львова / Упоряд. М. Капраль; наук. ред. Я. Дашкевич, Р. Шуст. — Львів : ЛА «Піраміда», 2007. — LI + 816 + 8 іл. с. — (Monumenta Leopolitana. Львівські історичні пам’ятки. – Т. 4)
- Urzędnicy miasta Lwowa w XIII–XVIII wieku / M. Kapral. — Toruń : Wydawnictwo Adam Marszałek, 2008. — Т. T. 7: Ziemie Ruskie. – Z. 1: Lwów. — 420 с. — (Spisy urzędników miejskich z obszaru dawnej Rzeczypospolitej, Śląska i Pomorza Zachodniego)
- Привілеї національних громад міста Львова (XIV–XVIII ст.): Збірник документів / Упоряд. М. Капраль; наук. ред. Я. Дашкевич, Р. Шуст. — Львів : Б. в, 2000. — Т. 2. — 576 с. — (Monumenta Leopolitana. Львівські історичні пам’ятки)
- Економічні привілеї міста Львова XV–XVIII ст.: привілеї та статути ремісничих цехів і купецьких корпорацій Львова / Упоряд. М. Капраль; наук. ред. Я. Дашкевич, Р. Шуст. — Львів : ЛА «Піраміда», 2007. — Т. 4. — LI + 816 + 8 іл. с. — (Monumenta Leopolitana. Львівські історичні пам’ятки)
- Львівське відділення Інституту української археографії та джерелознавства ім. М. С. Грушевського НАН України. Бібліографічний покажчик (1992–2012) / Упоряд. М. Капраль, Н. Кіт, І. Скочиляс. — Львів, 2012. — 336 с.
- Капраль М. Люди корпорації: Львівський шевський цех у XVII–XVIII ст. — Львів : б. в, 2012. — 552 + 16 іл. с. — (Львівські історичні праці. Дослідження)
- Атлас українських історичних міст / Наук. ред. М. Капраль. — Київ : ДНВП «Картографія», 2014. — Т. 1: Львів. — 95 + 26 оригінальних карт + 11 карт-реконструкцій + 6 видів міста с.
- Капраль М. Богоявленське братство Львова у XVIII ст.: дослідження та матеріали. — Львів : ЛА «Піраміда», 2016. — xcv + 328 + 8 іл. с.
- Атлас українських історичних міст / Наук. ред. М. Капраль. — Львів, 2016. — Т. 3: Жовква. — 52 + 11 оригінальних карт + 5 карт-реконструкцій + 6 видів міста с.
- Атлас українських історичних міст / За наук. ред. Мирона Капраля. — Львів, 2018. — Т. 2: Галич. — 54 + 11 оригінальних карт + 7 карт-реконструкцій + 8 видів міста с.
- Т. 1: Руське та Белзьке воєводства // Міста на маґдебурзькому праві українських земель у XIII–XIX ст / Упоряд. М. Капраль, Б. Смерека, А. Фелонюк. — Львів, 2019. — 62 + 4 карти с.
- Kapral M. Hrushevsky M. History of Ukraine-Rus’, Volume 5 // Between Poland and Lithuania: Toward the Westernizing of Society, Law, and Religious Life in the Ukrainian Lands in the Fourteenth to Seventeenth Centuries. — Edmonton, Toronto, 2019. — С. xxvii–xlvi.
- Атлас українських історичних міст / За наук. ред. Мирона Капраля. — Львів, 2020. — Т. 4: Жидачів. — 44 + 11 оригінальних карт + 5 карт-реконструкцій} с.
- Раєцька книга Львова (1460–1506) / Упор. М. Капраль, Б. Петришак. — Львів, 2020. — 848 + 12 іл. с.
- Атлас українських історичних міст / За наук. ред. Мирона Капраля. — Львів, 2022. — Т. 5: Белз. — 56 + 11 оригінальних карт + 2 види + карт-реконструкцій с.
- Юзефович Ян Томаш. Історія Львівського архієпископства (1614–1700) = Josephowic Joannes Thomas. Leopoliensis Archiepiscopatus Historia (1614–1700) / Упоряд. М. Капраль, І. Клименко. — Львів, 2023. — 1036 с.